# Kong Christian IX's og Dronning Louises Jubilæumsasyl
Kong Christian IX's og Dronning Louises Jubilæumsasyl er en børnehave (asyl) beliggende Valdemarsgade 21 i København, oprettet 15. november 1888 af Det kgl. københavnske Skydeselskab og danske Broderskab. I 1980 blev den selvejende institution overtaget af Københavns Kommune. Bygningen, der er opført i palæstil i 2 etager ved arkitekt Ludvig Knudsen, blev indviet 11. august 1894.
Asylets tilblivelse skyldtes Det kgl. københavnske Skydeselskab og danske Broderskab, som i 1888 skænkede en grund til et asyl til minde om Christian 9. og dronning Louises regeringsjubilæum, der fandt sted 15. november 1888. I anledning af kongeparrets guldbryllup 26. maj 1892 gav skydeselskabets medlemmer 30.000 kr. til opførelse af asylbygningen. De praktiske forhold omkring oprettelsen blev administreret af Dronning Louises Asylselskab i samarbejde med Asylselskabet for Frederiksberg, Vesterbro og Omegn. At der gik nogle år, indtil man kunne bygge et hus, skyldtes, at den oprindeligt skænkede grund, der bestod af ca. 2000 kvadratalen af matr. nr. 659 Udenbys Vester Kvarter, Ny Stormgade, blev anset for at være uattraktiv. I stedet købte man en bedre beliggende grund, nemlig matr. nr. 634 Udenbys Vester Kvarter, Valdemarsgade nr. 21-25, på ca. 2449 kvadratalen.
Den 16. august 1893 blev grundstenen til asylbygningen lagt. Arkitekt Ludvig Knudsen ledede byggearbejdet, mens tømrermester Th. Schmock fik arbejdet i entreprise. Den 11. august 1894 var bygningen færdig og der afholdtes indvielsesfest med kongelig deltagelse. Kongen og Dronningen overtog protektoratet af asylet.
I spidsen for institutionen var en bestyrelse på fem medlemmer. To var valgt af Dronning Louises Asylselskabs bestyrelse, to andre valgt af Asylselselskabet for Frederiksberg, Vesterbro og Omegns bestyrelse og en valgt af Det kgl. københavnske Skydeselskab og danske Broderskab. Asylets første bestyrelse bestod af gehejmeetatsråd, kabinetssekretær hos Hs. Majestæt Kongen Rosenstand og etatsråd, kabinetssekretær hos Hendes Majestæt Dronningen Hennings. Begge valgt af Dronning Louises Asylselskab. Dertil kom højesteretsassessor Erhard Florian Larsen og overretssagfører H.F. Larsen. Begge valgt af Asylselskabet for Frederiksberg, Vesterbro og Omegn. Fra skydeselskabet valgtes vekselmægler F.A. Lorck, som var formand.
Bestyrelsen valgte en til to asylforstandere, som sammen med forstanderinden for Foreningen af Damer (ligeledes valgt af bestyrelsen), hvis opgave det var at støtte asylvirksomheden, skulle føre det daglige tilsyn med asylets drift, som blev forestået af en lønnet asylmoder, som boede på asylet.
Baronesse Olga Schaffalitzky de Muckadell var forstanderinde for damekomiteen. E.F. Larsen var forstander for asylet. Jubilæumsasylets første asylmoder var frk. Bodil Malmstrøm, som blev efterfulgt af fru Grünhagen.
Asylet påbegyndte sin drift den 1. september 1894 med et antal af 30 børn, som dog hurtigt voksede til 120. Månedlige gennemsnit: 120, 75 drenge og 45 piger.
Fra 1895 udlejede Jubilæumsasylets bestyrelse hele 1. sal af asylbygningen til Foreningen til Oprettelse af Friskolebørnsasyler i Kjøbenhavns Arbeiderkvarter. I 1938 overtog Københavns Kommune lejemålet og i 1980 blev institutionen kommunal.